# Pooja Dhanda
Pooja Dhanda (Hiszar, 1994. január 1. –) indiai női szabadfogású birkózó. A 2018-as birkózó-világbajnokságon bronzérmet nyert 57 kg-os súlycsoportban, szabadfogásban. A 2014-es Ázsia Bajnokságon és a 2017-es Belső-Ázsiai Játékokon bronzérmet nyert 58 kg-ban. A 2018-as Nemzetközösségi Játékokon ezüstérmes lett. A 2017-es és a 2013-as Nemzetközösségi Bajnokságon aranyérmes lett.

## Sportpályafutása
A 2018-as birkózó-világbajnokságon az 57 kg-osok súlycsoportjában megrendezett bronzmérkőzés során a norvég Grace Jacob Bullen volt ellenfele, akit 10–7-re legyőzött.